# سوء استعمال المضاد الحيوي

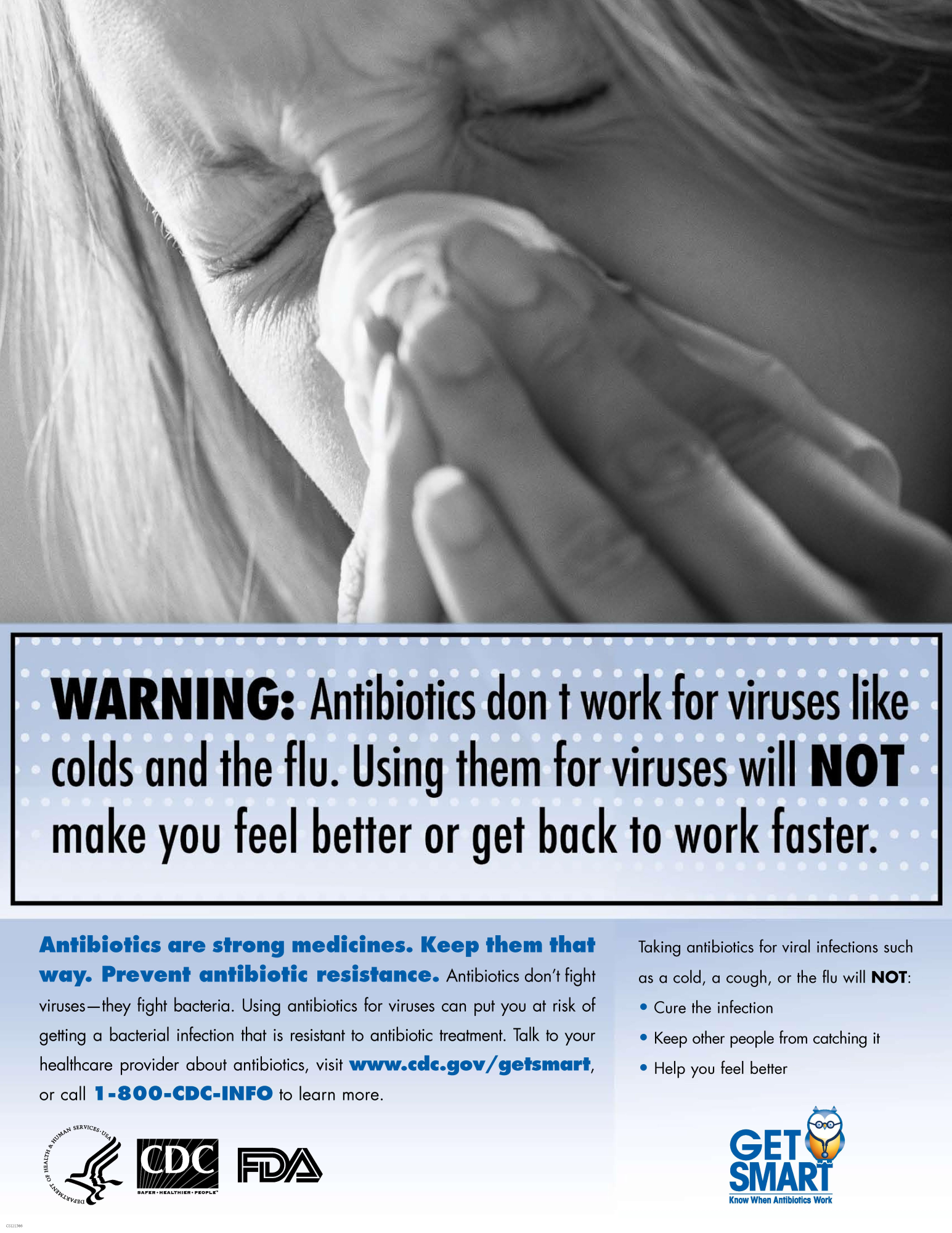
ملصق إعلاني من مركز الولايات المتحدة الأمريكية للسيطرة والوقاية من الأمراض، لحملة "كن ذكيًا"، عُمِد وضع الإعلان في مكاتب الأطباء والمرافق الصحية الأخرى، محذرًا أن المضادات الحيوية لا تجدي مع الأمراض الفيروسية مثل نزلة البرد العادية.

يشير مصطلح سوء استخدام المضادات الحيوية (والذي يُطلق عليه أحيانًا إساءة استخدام المضادات الحيوية أو الإفراط في استخدام المضادات الحيوية)، إلى سوء استخدام المضادات الحيوية أو الإفراط في استخدامها، مع ما يترتب على ذلك من آثار خطيرة محتملة على الصحة. وهو عامل مساهم في تطور مقاومة المضادات الحيوية، بما في ذلك خلق بكتيريا مقاومة للأدوية المتعددة، يمكن للبكتيريا غير الضارة نسبيًا (مثل المكورات العنقودية والمكورات المعوية والراكدة) أن تطور مقاومة للعديد من المضادات الحيوية وتتسبب في التهابات مهددة لحياة الإنسان.

## تاريخ تنظيم المضادات الحيوية
ظهرت المضادات الحيوية منذ عام 1928 عندما اكتشف ألكسندر فليمنج البنسلين. في الثمانينيات، حصلت المضادات الحيوية التي تعتبر ذات أهمية طبية لعلاج الحيوانات على الموافقة تحت الإشراف البيطري. وفي عام 1996، أنشا النظام الوطني لرصد مقاومة مضادات الميكروبات (NARMS). ابتداءً من عام 2010، بدأت التقارير السنوية تتناول الأدوية المضادة للميكروبات في الغذاء.
في عام 2012، طلبت مدخلات عامة حول كيفية جمع البيانات والإبلاغ عنها فيما يتعلق بالمسائل المتعلقة باستخدام مضادات الميكروبات للحيوانات المنتجة للأغذية. ونتيجة لذلك، راجعت إدارة الغذاء والدواء الأمريكية هيكل أخذ العينات الخاص بها داخل النظام الوطني لرصد مقاومة مضادات الميكروبات بهدف الحصول على بيانات أكثر تمثيلاً للثروة الحيوانية للكائنات الرئيسية الخاضعة للمراقبة.
نشر شركاء النظام الوطني لرصد مقاومة مضادات الميكروبات في مركز السيطرة على الأمراض ووزارة الزراعة الأمريكية أكثر من 150 مقالة بحثية تمت مراجعتها من قبل النظراء تبحث في طبيعة وحجم مخاطر مقاومة مضادات الميكروبات المرتبطة باستخدام المضادات الحيوية في الحيوانات المنتجة للأغذية. في عام 2014، بدأت إدارة الغذاء والدواء الأمريكية العمل مع وزارة الزراعة الأمريكية (USDA) ومراكز السيطرة على الأمراض والوقاية منها (CDC) لاستكشاف آليات إضافية للحصول على البيانات التي تمثل استخدام المضادات الحيوية في الحيوانات المنتجة للغذاء. في عام 2015، أصدرت إدارة الغذاء والدواء الأمريكية القاعدة النهائية لتوجيهات الأعلاف البيطرية (VFD)، والتي بموجبها أوجبت على الأطباء البيطريين السماح باستخدام مضادات الميكروبات داخل الأعلاف للحيوانات التي يخدمونها.

## أمثلة على سوء استخدام المضادات الحيوية
أشهر الأمثلة على سوء أو كثرة استخدام المضادات الحيوية هي:
- الأمراض التنفسية لدى الأطفال يجب ألا تعالج بالمضادات الحيوية إلا في حال وجود عدوى بكتيرية.[3]
- عندما يصاب الأطفال الذين لديهم أنابيب فغر الطبلة بالتهاب في الأذن يجب عليهم أخذ مضادات حيوية على شكل قطرات ويقومون بوضعها في الأذن مباشرة ليصل إلى العدوى، ويبتعدوا عن المضادات الحيوية التي تأخذ عن طريق الفم؛ لتجنب الأعراض الجانبية.[4]
- التهاب الأذن الخارجية يجب أن يعالج بالمضادات الحيوية على شكل قطرات وليس عن طريق الفم.[5]
- التهاب الجيوب الأنفية يجب ألا تعالج بالمضادات الحيوية؛ لأنها تحدث غالباً بسبب الفيروسات، حتى لو حدثت بسبب البكتيريا لا يجب استخدام المضادات الحيوية، الا في الظروف الشاذة. والتهاب الجيوب الأنفية غالباً يشفى بغير علاج.[6]
- فيروس التهاب الملتحمة يجب الا يعالج بالمضادات الحيوية. اما في الملتحمة البكتيرية فقط فيجب استخدامها.[7]
- كبار السن غالباً ما يكون لديهم بكتيريا في بولهم، ويحددها اختبار البول الروتيني. الشخص الذي لديه أعراض عدوى الجهاز البولي لا يستخدم المضادات الحيوية إلا باستشارة الطبيب.[8]
- الإكزيميا في معظم الوقت يجب أن لا تعالج بالمضادات الحيوية. الجلد الجاف وأعراضه يمكن علاجه بالمرطبات.[9]
- استخدام المضادات الحيوية في علاج الجروح الناتجة عن عملية لا يقلل معدل العدوى مقارنة بالمراهم أبداً.[10]

## التأثير الاجتماعي والاقتصادي
المضادات الحيوية تتسبب في ردود فعل خطيرة وترفع تكلفة العناية الصحية بصورة ملحوظة. ففي الولايات المتحدة
الأمريكية، المضادات الحيوية ومضادات العدوى هي السبب الرئيسي للآثار العكسية للعقاقير. في دراسة ل32 ولاية
للعام 2011، بلغت التأثيرات العكسية للمضادات الحيوية 24 بالمئة من الحالات التي كانت حاضرة عند إقرار التنويم و
28 بالمئة منها ظهرت أثناء التنويم.

## مقاومة المضادات الحيوية
بالرغم من أن المضادات الحيوية مطلوبة لعلاج العدوى البكتيرية الشديدة إلا أن اساءة استخدامها ساهمت في
رفع مقاومة البكتيريا. الاستخدام المفرط للفلوروكونلون والمضادات الحيوية الأخرى يزيد من مقاومة البكتيريا
للمضادات الحيوية، والتي بإمكانها أن تكبح فعالية المضاد الحيوي. وأظهر استخدامها المبالغ به عند الأطفال الذين
يعانون من التهاب الأذن ارتفاعا كليا في نوع من البكتيريا المقاومة للمضادات.
 إن الاستخدام المنتشر للفلوروكوينلونات كونها المضادات الحيوية الأكثر شيوعا أدى إلى تقليل كفاءة المضاد الحيوي، وذلك ترك آثاراً سلبية على مكافحة بعض أنواع العدوى البكتيرية الخطيرة، كتلك المرتبطة بالتليف الكيسي، حيث أن الكوينلونات من ضمن بعض المضادات الحيوية القليلة الصالحة في تلك الحالة.

## الاستخدام غير المناسب
ليس للمضادات الحيوية تأثير في العدوى الفيروسية مثل نزلات البرد المشهورة، وليس لها تأثير أيضا في
التهابات الحلق التي عادة ماتكون فايروسية وعلاجها ذاتي.
معظم حالات التهاب الشعب الهوائية (90-95٪) فايروسية أيضا. وبعد مرور عدة أسابيع من استخدام
المضادات الحيوية لعلاج التهاب الشعب الهوائية يصبح استخدامها غير ضروري وقد تضع المريض بمعاناة
لتأثيراتها عكسية.
 دعت الارشاداتُ الرسمية السابقة لمنظمة القلب الأمريكية في ما يخص مضادات عدوى الأسنان الوقائية لاستخدام المضادات الحيوية لمنع انتشار التهاب الشغاف المعدي. بالرغم من أن الارشادات الحالية (2007) توصي بتقييد استخدام المضادات الحيوية؛ إلا أن بعض أطباء الأسنان ومرضى الأسنان يتبعون ارشادات عام (1997) بدلا من ذلك، مما يؤدي إلى الافراط في استخدام المضادات الحيوية.

### المضادات الحيوية في المواشي
هناك استخدام كبير للمضادات الحيوية في تربية المواشي.حيث أن الاستخدام الأكثر شيوعا لمضادات الميكروبات
على مستوى العالم هو في المواشي، فعادة ماتُنشر في أغذية ومياه الحيوانات لأهداف عدة مثل منع انتشار
الأمراض وللمساعدة في النمو. احتدمت النقاشات حول مدى تأثير هذه المضادات، خاصة تأثير مضادات
الميكروبات المحسنة للنمو على مناعة الإنسان. بالرغم من أن هناك بعض المصادر تؤمن بوجود نقص في
المعرفة عن كون استخدام المضادات ينتج خطورة قصوى على الإنسان،  لكن وضعت القوانين والسياسات الحالية للحد من
الآثار الضارة.